# Datura candida
Datura candida là loài thực vật có hoa trong họ Cà. Loài này được (Pers.) Saff. mô tả khoa học đầu tiên năm 1921.